# Хиосциамин
Хиосциаминът е алкалоид, който се среща в някои растения от семейство Картофови, например беладоната или черния блян.
Има спазмолитично действие. Потиска стомашно-чревната подвижност и намалява стомашната секреция, също на слюнчените и бронхиалните жлези.
Силно токсичен.